# Mbini (streek)

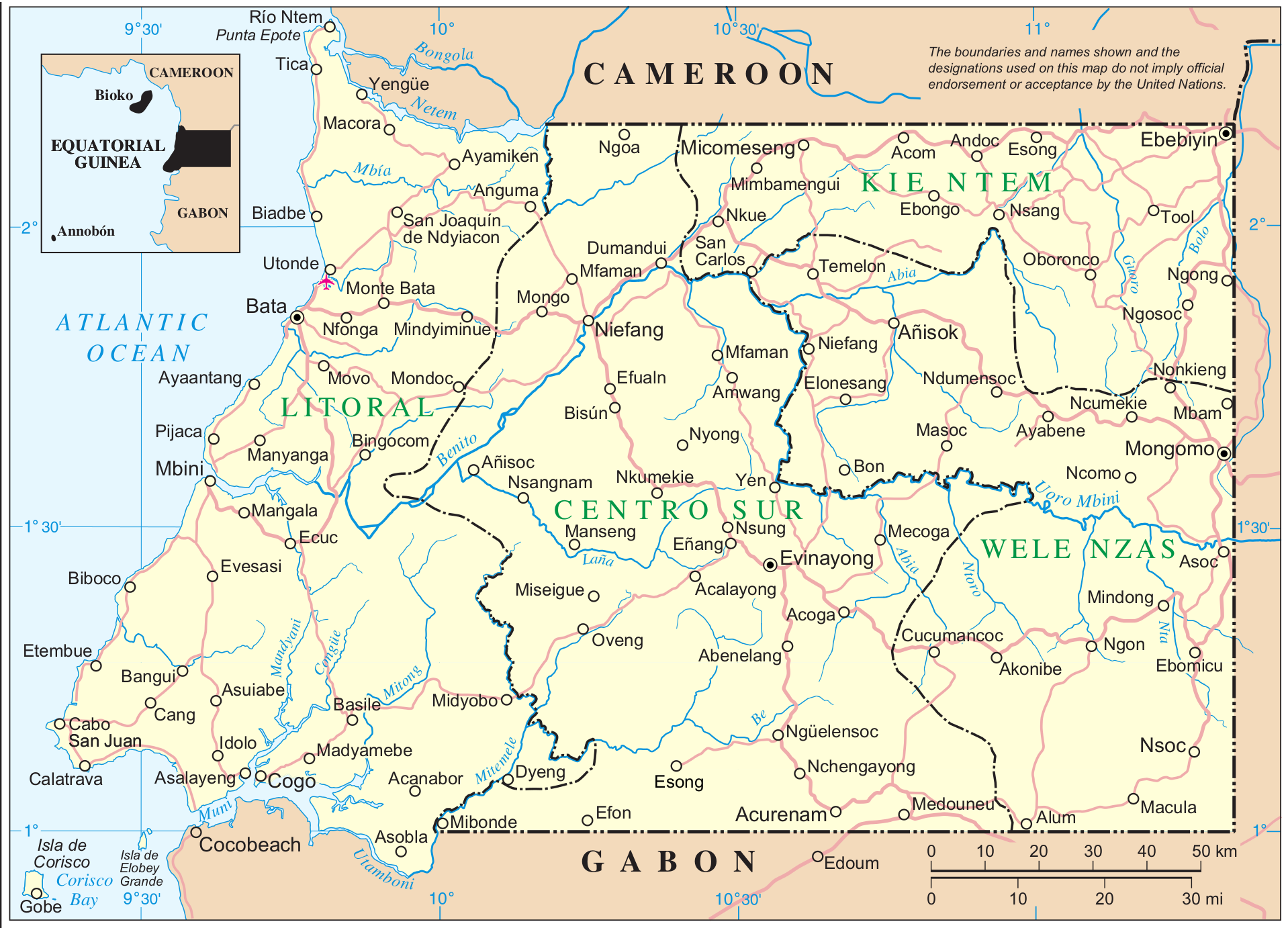
Mbini

Mbini is het op het Afrikaanse vasteland gelegen deel van Equatoriaal-Guinea. Het is ook bekend onder de Spaanse naam Río Muni en de bestuurlijke benaming Región Continental.

## Geografie
Mbini heeft een oppervlakte van 26.017 km². In het noorden wordt het begrensd door Kameroen, in het oosten en zuiden door Gabon en in het westen door de Golf van Guinee.

## Bevolking
Er wonen zo’n 750.000 mensen (2001) in Mbini, voor het merendeel Fang. De hoofd- en tevens grootste stad is Bata met ongeveer 230.000 inwoners. Andere belangrijke steden zijn Evinayong, Ebebiyín, Acurenam, Mongomo en Mbini

## Geschiedenis
Vanaf het einde van de 15e eeuw was het gebied Portugees, maar met het Verdrag van El Pardo werd het in 1778 aan Spanje afgestaan. De Spanjaarden hadden gehoopt er slaven te kunnen halen, maar de kolonisten die daarvoor moesten zorgen stierven aan gele koorts en het gebied werd verlaten. Pas vanaf 1900 werd het opnieuw gekoloniseerd en cacao en hout werden de grootste exportproducten.
In 1959 werd Río Muni, samen met het eiland Fernando Poo (het huidige Bioko), een Spaanse overzeese provincie Spaans-Guinea. Samen met het eiland Annobón werden deze gebieden in 1968 als Equatoriaal-Guinea onafhankelijk.

## Bestuur
Bestuurlijk is Mbini verdeeld in vier provincies:
- Centro Sur
- Kié-Ntem
- Litoral
- Wele-Nzas